# Porvenir (Los Lagos)
Porvenir es un caserío de la comuna de Los Lagos, ubicada en el sector oeste de la comuna, próximo al caserío de Huillines.
Aquí se encuentra la escuela rural Porvenir.

## Hidrología
Porvenir se encuentra próximo a los esteros Rucacono y Quicha.

## Accesibilidad y transporte
A Porvenir se accede desde la ciudad de Los Lagos a través de las Rutas T-45 y T-415 a 29,4 km.